# Мартін Латтманн
Мартін Латтманн (нім. Martin Lattmann; 10 лютого 1896, Фрайбург — 11 серпня 1976, Східний Берлін) — німецький воєначальник, генерал-майор вермахту і Казарменної народної поліції.

## Біографія
2 січня 1914 року вступив у 18-й піший артилерійський полк. Учасник Першої світової війни, командир взводу і офіцер-спостерігач, з 22 березня 1918 року — офіцер батареї свого полку. 1 жовтня 1919 року переведений в 11-й артилерійський полк, 1 жовтня 1920 року — в 5-й транспортний батальйон. 1 жовтня 1928 року направлений на курс допоміжного керівника в штаб 7-ї дивізії. З 1 жовтня 1930 року служив в 4-му артилерійському полку, з 1 жовтня 1933 року — командир батареї. 1 жовтня 1934 року переведений в штаб 13-го артилерійського полку. З 1 квітня 1935 року — інструктор військового училища Потсдаму. З 1 серпня 1938 року — командир 1-го дивізіону 110-го артилерійського полку.
З 1 вересня 1939 року — командир 430-го артилерійського полку. З 25 вересня 1939 року — офіцер артилерійського штабу вищого командування 1-ї армії. 22 березня 1940 року відправлений в командний резерв. З 25 серпня 1940 року — командир артилерійського навчального штабу артилерійського училища. 15 квітня 1942 року знову відправлений в командний резерв. З 10 травня 1942 року — командир 16-го танково-артилерійського полку, з 26 листопада 1942 року — 14-ї танкової дивізії, оточеної в Сталінграді. Одночасно з 30 грудня 1942 року — інспектор поповнення вищого командування 6-ї армії. 14 січня 1943 року взяв на себе керівництво 389-ю піхотною дивізією, також оточеною в Сталінграді. 2 лютого 1943 року разом з генерал-майором Арно фон Ленскі здався радянським військам і був поміщений в табір для військовополонених Войково. 19 серпня 1943 року перевдений в спецтабір Лунєво. Вступив в Національний комітет «Вільна Німеччина» і став співзасновником та членом виконавчого комітету Союзу німецьких офіцерів, а також постійним працівником радіо «Вільна Німеччина».
В 1949 році повернувся в Німеччину і вступив в СЄПН, в 1952 році — в Німецьку народну поліцію і призначений головним інспектором. З 1956 року — заступник начальника бронетехніки відділу моторизації Міністерства внутрішніх справ НДР. В 1956 році звільнений у відставку і не прийнятий в щойно сформовану Національну народну армію.Працював в центральному секторі економіки НДР, з 1956 року очолював головний відділ промислових підприємств/експорту Міністерства важкого машинобудування, з 1958 року — всю групу промислових підприємств/експорту Державної планової комісії. З січня 1958 до її розпуску в 1972 році — заступник голови Робочого товариства колишніх офіцерів.

## Звання
- Фанен-юнкер (2 січня 1914)
- Фенріх (4 грудня 1914)
- Лейтенант (27 січня 1915)
- Оберлейтенант (1 квітня 1925)
- Гауптман (1 жовтня 1930)
- Майор (1 грудня 1935)
- Оберстлейтенант (1 січня 1939)
- Оберст (1 жовтня 1940)
- Генерал-майор (1 січня 1943)
- Генерал-майор КНП (1953)

## Нагороди
- Залізний хрест 2-го і 1-го класу
- Почесний хрест ветерана війни з мечами
- Медаль «За вислугу років у Вермахті» 4-го, 3-го, 2-го і 1-го класу (25 років)
- Застібка до Залізного хреста 2-го і 1-го класу
- Нагрудний знак «За участь у загальних штурмових атаках»
- Орден «За заслуги перед Вітчизною» (НДР)
  - в бронзі (1961)
  - в сріблі (1966)
- Орден «Прапор праці» (НДР) (1971)
- Медаль для борців з фашизмом